# Индекс автомобильных номеров Андорры
Автомобильные номера Андорры является одним из элементов устройства, позволяющего идентифицировать транспортное средство в автомобильном парке Андорры. Она обязательна для большинства автомобилей, зарегистрированных в княжестве.
С 1929 года в Андорре действует система регистрации автомобилей. Нынешний формат автомобильных номеров Андорры датируется 2011 годом. Таблички текущей серии имеют белый фон с чёрными номерами. Они состоят из пяти символов, обычно из одной буквы и четырех цифр, но допускаются именные таблички. Различные серии существуют для многих категорий транспортных средств, например, для автомобилей дипломатического корпуса и коллекционных автомобилей. Слева от цифр располагается герб княжества и буквы «AND» под ним. Под номером находится надпись «Principat d’Andorra» (княжество Андорра).

## Текущий формат

### Правовые положения
Действующая система была введена указом от 23 февраля 2011 года. Таблички выпускаются Automòbil Club d’Andorra (ACA) с 1979 года. Они выдаются владельцу транспортного средства в обмен на налог, сумма которого публикуется в Официальном бюллетене Княжества. Если транспортное средство больше не зарегистрировано в Андорре, его номерные знаки должны быть возвращены ACA, который отвечает за их уничтожение.
Чтобы получить номерные знаки, владелец должен предъявить счет-фактуру и свидетельство о транспортном средстве, квитанцию об уплате косвенного налога (Impost de Mercaderies Indirecte) и страховое свидетельство. Кроме того, иностранные резиденты должны предоставить вид на жительство, если это применимо.

### Цвета и размеры
Автомобильные номера Андорры должны производиться в соответствии с указом от 23 февраля 2011 года. Указ очень точно описывает внешний вид номеров. Обычные автомобильные номера белые и светоотражающие. Символы черные, матовые и рельефные. Под символами находится надпись «PRINCIPAT D’ANDORRA» синего цвета. Это упоминание является полным названием страны на её официальном языке, каталанском. Слева изображен герб Андорры с надписью «AND», международным кодом страны. До 2011 года это упоминание не появлялось на автомобильных номерах. Он был введен в соответствии с международными договорами, рекомендующими государствам указывать код страны непосредственно на своих номерных знаках.
Обычные номерные пластины имеют размер 340 × 120 мм. Также принимается уменьшенный размер 275 × 90 мм. Мотоциклы имеют либо горизонтальные пластины размером 225 × 115 мм, либо вертикальные пластины размером 100 × 168 мм. В случае вертикальной пластины символы и элементы расположены по-другому: вверху герб, символы разнесены на две строки, а внизу расположены надписи AND и PRINCIPAT D’ANDORRA. Мопеды имеют горизонтальные пластины размером 106 x 66 мм.
Дипломатические и консульские номера похожи на обычные номера, за исключением цвета. Фон должен быть синим (Pantone 2945), а символы — белыми. Номерные знаки дипломатического персонала светло-голубого цвета (Pantone 299), а также с белыми буквами.
Временные автомобильные номера белые светоотражающие с матовой и черной надписью. Они оснащены вставками красного цвета (Pantone 485) в двух верхних углах. Символы черные, за исключением надписей AND и PRINCIPAT D’ANDORRA, которые имеют тот же красный цвет, что и вставки. Герб на этих номерах отсутствует. Временные номера мотоциклов идентичны, за исключением размеров и положения вставок, которые находятся по центру правой и левой сторон.
Дилерские транспортные средства имеют зелёные (Pantone 342) пластины с красными (Pantone 485) символами. Они отличаются по размеру по сравнению с обычными пластинами (300 x 190 mm) и имеют две линии. Верхняя часть содержит герб и символы, нижняя — надпись PROVA. Спецтехника имеет белые пластины с красной полосой и надписью (Pantone 485). Герб находится слева, надпись VEHICLES ESPECIALS выделена синим цветом над символами, а PRINCIPAT D’ANDORRA, также выделен синим цветом ниже. Пластины имеют размер 225 × 115 мм. На снегоходах имеются одинаковые таблички, но с надписью MOTOS DE NEU.
Коллекционные автомобили могут иметь два разных типа номерных знаков. У некоторых есть таблички с красным фоном (Pantone 485) и черными буквами. Герб княжества находится слева, надпись VEHICLE ANTIC находится над символами, а PRINCIPAT D’ANDORRA — внизу. Другие транспортные средства имеют белые таблички с черными символами. Надпись VEHICLE ANTIC не отображается. В обоих случаях размеры немного отличаются по сравнению с обычными номерами: 330 x 140 мм.

### Нумерация

#### Частное лицо
Обычные номера для автомобилей и мотоциклов состоят из пяти символов. В порядке нумерации эти символы могут состоять из пяти цифр от 00000 до 99999, затем одной буквы и четырех цифр от A0000 до Z9999, затем двух букв и трех цифр от AA000 до ZZ999 и так далее. Комбинации букв, зарезервированные для других категорий транспортных средств, таких как CC и CD, исключаются, как и AND. Вертикальные номерные знаки мотоциклов, зарезервированные для моделей эндуро и триала, содержат как минимум одну букву. Номера мопедов содержат пять цифр от 00000 до 99999.
На номерных знаках коллекционных автомобилей есть либо буква между A и Z и две цифры от 00 до 99, либо набор из пяти цифр от 58001 до 99999. Коллекционные двухколесные транспортные средства имеют таблички с обозначением CA, а затем с тремя цифрами от 000 до 999.
С 2014 года можно заказать индивидуальный номерной знак. Эти таблички должны содержать либо цифры, либо буквы. Буквы должны принадлежать каталанскому алфавиту, быть заглавными и не иметь ударения. Запрещены комбинации, соответствующие другим категориям транспортных средств и литерам CC, MT, CMD, A, CD, AND и PROVA. Кроме того, выбранная комбинация не должна приводить к возможной путанице между цифрами и буквами, не должна соответствовать зарегистрированному товарному знаку и должна уважать мораль и общественный порядок. Комбинации должны иметь от двух до пяти символов, а таблички с пятью символами должны иметь не менее двух букв. Именные таблички выдаются за дополнительную плату, которая зависит от количества символов. Кроме того, этот тип номеров был частично введён для получения доходов, которые получает государство.
| \| \| K4785 \| Текущий номер. |       |
|                               | K4785 |

| \| \| A78 \| Номер для коллекционного автомобиля. |     |
|                                                   | A78 |

#### Дипломатическое лицо
На номерах дипломатических представительств значится надпись CMD, за которой следует цифра, а затем буква, используемая для идентификации представляемой страны. Транспортные средства дипломатического корпуса имеют номера с надписью CD, за которой следуют две цифры, а затем буква, также идентифицирующая страну. У технического и административного персонала посольств есть номера, начинающиеся с буквы A и содержащие две цифры, а затем идентификационную букву. Консульский орган имеет номерной знак с надписью CC, затем две цифры и идентифицирующую букву.
| \| \| CMD62 \| Номер дипломатической миссии. |       |
|                                              | CMD62 |

| \| \| CD78E \| Номер дипломатического корпуса. |       |
|                                                | CD78E |

| \| \| A78E \| Номер сотрудников посольства. |      |
|                                             | A78E |

| \| \| CC12 \| Консульский номер. |      |
|                                  | CC12 |

#### Временные номера
Временные номера для автомобилей и двухколесных транспортных средств имеют четыре цифры от 0000 до 9999. Левая вставка содержит надпись MT, правая вставка — год и месяц истечения срока действия. Месяц обозначен римскими цифрами, а последние две цифры года обозначены арабскими цифрами.
Дилерские номера имеют три цифры, за которыми следуют месяц и год истечения срока годности номерного знака, располагающегося справа. Эти цифры представлены так же, как и на временных номерах.

#### Особые случаи
Специальные транспортные средства, механические устройства, такие как канатные дороги и снегоходы, имеют четырехзначные номера от 0000 до 9999.

## До 2011 года
Первая система регистрации в Андорре увидела свет благодаря постановлению Генерального совета от 13 мая 1929 года. Это творение может показаться запоздалым, поскольку в Испании и Франции уже были номерные знаки с 1900 и 1901 годов соответственно. Тем не менее, до 1911 года в Андорре не было ни одного автомобиля, а княжество все еще было очень сельским и изолированным.
Самые первые таблички Андорры включали надпись RA, за которым следовали тире, а затем одна или две цифры. Первым выпущенным номерным знаком была RA-1. RA расшифровывалось как «République d’Andorre» (Республика Андорра). 4 мая 1934 года RA, признанный неуместным, был заменен на надпись AND. Система нумерации осталась прежней.
Система начала истощаться в 1940-х годах. Генеральный совет принимает решение о создании новой серии 7 июня 1943 года. После достижения комбинации AND-700 нумерация начинается с AND-1A до AND-700A. Эта серия длится до 1951 года.
С 9 сентября 1951 года новые регистрации снова возобновились в формате AND 1. С этой даты регламентируется внешний вид номерных знаков с чёрными буквами на белом фоне. Это изменилось в 1958 году, когда были добавлены надпись «Principat d’Andorra» и изображение герба в черно-белом цвете. С 1963 года герб стал цветным. Система знакома с большинством современных специальных серий, таких как временные или дилерские номера.
Серия AND 1 продлится до 1989 года, когда будет выдан номер AND 57439. Затем первая цифра заменяется буквой и нумерация снова начинается с A0001, надпись AND исчезает. Цифры развиваются раньше букв. J0001 был достигнут в 2006 году. Эта система и её нумерация до сих пор действуют для текущей серии, только внешний вид номерных знаков изменился в 2011 году. На номерах, выпущенных до 2011 года, не было надписи AND.
| \| \| RA-15 \| Номерные знаки 1929—1934 гг. |       |
|                                             | RA-15 |

| \| \| AND-438 \| Номерные знаки 1934—1943 гг. |         |
|                                               | AND-438 |

| \| \| 27604 \| Номерные знаки 1970-х годов (серия 1951—1989 гг.). |       |
|                                                                   | 27604 |

| \| \| D5436 \| Номерные знаки 1989—2011 гг. |       |
|                                             | D5436 |